# Vuelo 615 de United Airlines
El vuelo 615 de United Airlines del 24 de agosto de 1951 se estrelló en una colina después de un vuelo transcontinental. Las 50 personas a bordo murieron.

## Accidente
El vuelo partió originalmente de Boston y había hecho escalas en Hartford, Cleveland y Chicago. En su última etapa el vuelo partió de Chicago a las 10:59 p. m. CST en ruta a Oakland. Alrededor de las 4:16 a. m., el avión se acercaba a Oakland. En este momento, el piloto, Marion W. Hedden de Los Altos, había hablado con la torre de control de la Administración de Aeronáutica Civil en el aeropuerto preparándose para su aterrizaje, y no había mencionado problemas. A las 4:25 a. m., el vuelo 615 fue autorizado para el acercamiento directo a Oakland. El avión volaba sobre una capa de estratos a unos 1,500 pies (500 metros) y una capa dispersada de neblina oscureciendo el terreno.
Esta autorización de aproximación fue la última transmisión de radio con el vuelo. El avión se estrelló en un terreno montañoso a 15 millas (24 km) al sudeste de Oakland, concretamente se estrelló contra Tolman Peak y sobre su loma, dispersándose en la ladera y en Dry Gulch Canyon debajo en una ardiente explosión. Las 50 personas a bordo perecieron.
Después de una investigación, se determinó que el piloto ignoró los procedimientos de aterrizaje de instrumentos prescritos. El piloto se basó en la referencia visual, utilizando el buscador automático de dirección (ADF) del copiloto. El ADF desvió el avión tres millas (4.8 km) fuera del curso y por debajo de la altitud prescrita de 3500 pies (1.100 m), es decir estaba volando por debajo de la altitud mínima. El vuelo 615 explotó y se desintegró en el choque.